# Молодёжное (Приморский край)
Молодёжное — село в Красноармейском районе Приморского края, административный центр Таёжненского сельского поселения.

## География
Село Молодёжное стоит на левом берегу реки Обильная (впадает в Арму, приток Большой Уссурки).
Расстояние до районного центра, села Новопокровка (Новопокровка расположена западнее Молодёжного) около 160 км по прямой, однако «прямой дороги» нет. Автомобильное сообщение только через село Таёжное Красноармейского района и через посёлок Терней, расположенный на восточном побережье Японского моря. Расстояние до Таёжного около 40 км, до районного центра Тернейского района пос. Терней около 160 км.
Молодёжное — самый высоко расположенный населённый пункт Приморского края — ок. 800 м над ур. моря.
Районы Крайнего Севера
Село Молодёжное приравнено к районам Крайнего Севера.

## Население
| 2002 | 2010 |
| ---- | ---- |
| 426  | ↘218 |

## Экономика
В селе Молодёжное находятся предприятия, занимающихся лесозаготовкой и деревопереработкой.

## Достопримечательности
Дорога в пос. Терней идёт по северо-восточной границе Сихотэ-Алиньского заповедника.